# Генрі Льюїс Стімсон
Ге́нрі Лью́їс Сті́мсон (англ. Henry Lewis Stimson) (нар.21 вересня 1867, Нью-Йорк — †20 жовтня 1950) — американський діяч, обіймав посаду військового міністра, генерал-губернатора Філіппін і Державного секретаря.

## Біографія
Народився в багатій родині Льюїса Еттербурі Стімсона і Кандас Вілер. Мати Генрі померла, коли йому було 7 років, у результаті цього він виховувався дідусем і бабусею. Навчався у школі Phillips Academy в Андовері, потім у Єльскому університеті, де отримав ступінь бакалавра в 1888 році. Був прийнятий у товариство «Череп й кістки». Продовжив освіту на юридичному факультеті Гарвардського університету. У 1891 році почав працювати в нью-йоркській юридичній фірмі «Root and Clark», через два роки став партнером. У 1893 Стімсон одружився з Мейбл Веллінгтон Вайт (Mabel Wellington White), праправнучці однієї з батьків-засновників США Роджера Шермана; в них не було дітей.
У 1906 році президент Теодор Рузвельт призначив Стімсона прокурором південного району Нью-Йорка. На цій посаді Стімсон активно проводив антитрестовську політику Рузвельта. У 1910 році Стімсон був кандидатом від республіканців під час виборів мера Нью-Йорку, але програв вибори. З 1911 по 1913 ірік Стімсон був військовим міністром в адміністрації Вільяма Тафта. Під час Першої світової війни служив у армії у Франції. Дослужився до полковника артилерії.
У 1927 році президент Калвін Кулідж направив Стімсона до Нікарагуа, для ведення мирних переговорів щодо припинення громадянської війни в цій країні. З грудня 1927 до березня 1929 Стімсон обіймав посаду генерал-губернатора Філіппін. З 1929 по 1933 обіймав посаду Державного секретаря США в адміністрації президента Герберт Гувера. Очолював делегацію США на військово-морській конференції у Лондоні. Коли 1931 року Японія окупувала Маньчжурію й організувала там маріонеткову державу Маньчжоу-Го, Стімсон направив ноти урядам Японії та Китаю, у тому, що США не визнають законності жодного договору чи ситуації, які порушували би права Сполучених Штатів або Китайської республіки. Повернувшись до приватного життя з закінченням президентського терміну Гувера Стімсон залишився противником японської агресії в Азії.
У 1940 року президент Франклін Делано Рузвельт призначив Стімсона на посаду військового міністра. Стімсон керував гігантським розширенням невеликої в передвоєнний період американської армії до 10 мільйонів солдатів. Для цього було введено призов до армії. Стімсон здійснював нагляд за створенням атомної бомби, контролюючи безпосереднього керівника Манхеттенського проекту генерала Леслі Гровса. Очолюючи комісію зрозробки атомної бомби Стімсон викреслив з складеного списку цілей бомбардування культурний центр Японії Кіото, де колись провів медовий місяць[джерело?] і замінив його за Нагасакі. 21 вересня 1945 року, відразу після капітуляції Японії Стімсон, якому було 78 років, пішов у відставку.
Жив у своєму маєтку на Лонг-Айленді, де й помер в 1950 року.